# نبی دیارسو
نبی دیارسو (انگلیسی: Naby Diarso؛ زادهٔ ۱ ژانویهٔ ۱۹۷۷) بازیکن فوتبال اهل گینه بود.